# Kleanthis Triantafyllos
Kleanthis Triantafyllos (řecky Κλεάνθης Τριαντάφυλλος; 1850 Apollonia – 25. května 1889) byl řecký satiristický básník a novinář.

## Život
Narodil se v roce 1850 v Apollonii na ostrově Sifnos. Stejně jako jeho otec studoval pedagogiku, aby se stal učitelem, a byl přijat na Androsu, kde se naučil francouzsky a překládal francouzské básně, například Lamartinovo Despair. Poté odešel do Konstantinopole, kde spolupracoval na publikacích Neologos, Koudounatos, Salpix a Diogenes. Zde také anonymně vydal básnickou sbírku. Pro svůj satirický styl byl pronásledován osmanskými úřady a uprchl do Athén. V roce 1878 založil spolu s Vlasisem Gavrielidisem pokrokový politický satirický časopis Rabagas podle stejnojmenné komedie Victoriena Sardoua, kterou v té době přeložil Ioannis Kambouroglou, ale Koumoundourova vláda jej zakázala. Z názvu časopisu se stal známým pod přezdívkou „Rabagas“.
Časopis vyvolal reakce a vedl k uvěznění jeho redaktorů. Jeho vydávání však pokračovalo. V roce 1881 se stal obětí pokusu o atentát, po osmiměsíční přestávce způsobené finančními problémy se v roce 1887 rozhodl pokračovat ve vydávání časopisu Rabagas ve spolupráci s Roccosem Choidasem. Choidas publikoval dva články, které byly považovány za urážku krále, a za to byli oba uvězněni. Po šesti měsících byl propuštěn. Dne 25. května 1889 spáchal sebevraždu. V posledních letech svého života trpěl vážnou duševní poruchou.
Kromě práce pro časopis Rabagas překládal díla Pierra-Jeana de Bérangera.